# Мафута, Луи
Луи́ Мафута́ (фр. Louis Mafouta; 2 июля 1994 года, Бомон-сюр-Уаз) — центральноафриканский футболист, нападающий французского клуба «Амьен» и сборной ЦАР.

## Клубная карьера
Луи Мафута начинал свою карьеру футболиста во французском любительском клубе «Сент-Уан-л’Омон» из одноимённого города. В конце августа 2016 года он перешёл в греческий «Пансерраикос», проведя за него шесть матчей в Греческой футбольной лиге.
В начале февраля 2017 года Мафута стал футболистом французской любительской команды «Санлис», а спустя год — французского «Шамбли».
В 2019 году перешел в французский клуб «Грасс», а в 2020 году перешел в швейцарский «Ксамакс».

## Карьера в сборной
27 марта 2017 года Луи Мафута дебютировал за сборную Центральноафриканской Республики, выйдя в основном составе в товарищеском матче с Гамбией. На 29-й минуте этого поединка он сравнял счёт, реализовав пенальти.